# Пахомий (Борзунов)

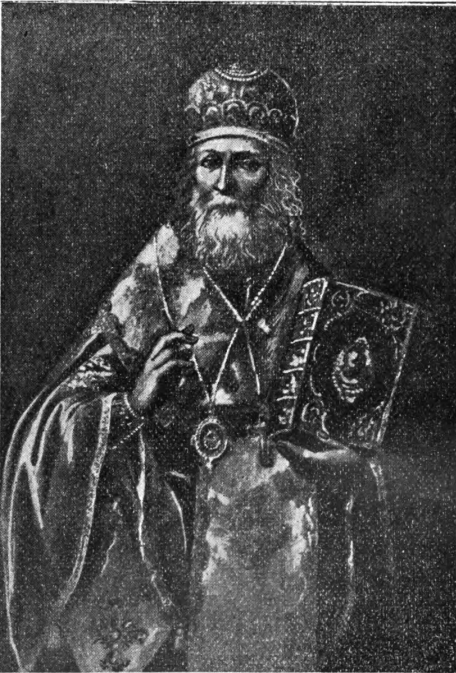
Портрет XVIII в.

Архиепископ Пахомий (ум. 31 мая 1655) — епископ Русской православной церкви, архиепископ Астраханский и Терский, духовный писатель XVII века.

## Биография
О раннем времени жизни Пахомия сохранились не вполне несомненные сведения, сообщающие, что до назначения архимандритом он жил в Вологде, по всей вероятности, при местном архиепископе Варлааме.
Достоверные биографические данные о Пахомии имеются только с 1638 года, когда он был определён архимандритом Новгородского Хутынского Спасо-Варлаамиева монастыря на место перешедшего на архиепископскую кафедру в Астрахани архимандрита Рафаила.
По смерти архиепископа Рафаила в 1640 году Пахомий был рукоположён в епископы в 1641 году назначен на его место.
Как администратор, Пахомий проявил много энергии при защите ногайских татар от притеснений астраханского воеводы Телятевского; указав царю Михаилу Федоровичу злоупотребления воеводы, он по приказу царя вместе с вторым воеводой Иваном Траханиотовым посадил Телятевского за приставы и управлял делами края, пока не прибыл в Астрахань новый воевода князь Репнин. Как видно из этих сообщений, Пахомий пользовался доверием царя; деятельностью своей он снискал уважение вместе с тем и со стороны паствы, и со стороны иноверцев.
В несколько ином виде его изображают показания, данные Косткой Конюховским, сторонником самозванца Тимофея Акундинова, выдававшего себя за сына царя Василия Шуйского. Под пыткой на дыбе, батогами и огнём Костка сообщил, что архиепископ Пахомий был в заговоре с Акундиновым и обещал оказать ему содействие в предполагаемом им походе на Казань и Астрахань для добывания престола; донос, вероятно, не был признан заслуживающим внимания, так как Пахомий сохранил за собой кафедру, несмотря на то, что Акундинов был четвертован в 1653 году.
Скончался 31 мая 1655 года во время морового поветрия (чумы). Похоронен в нижнем соборе.

## Сочинения

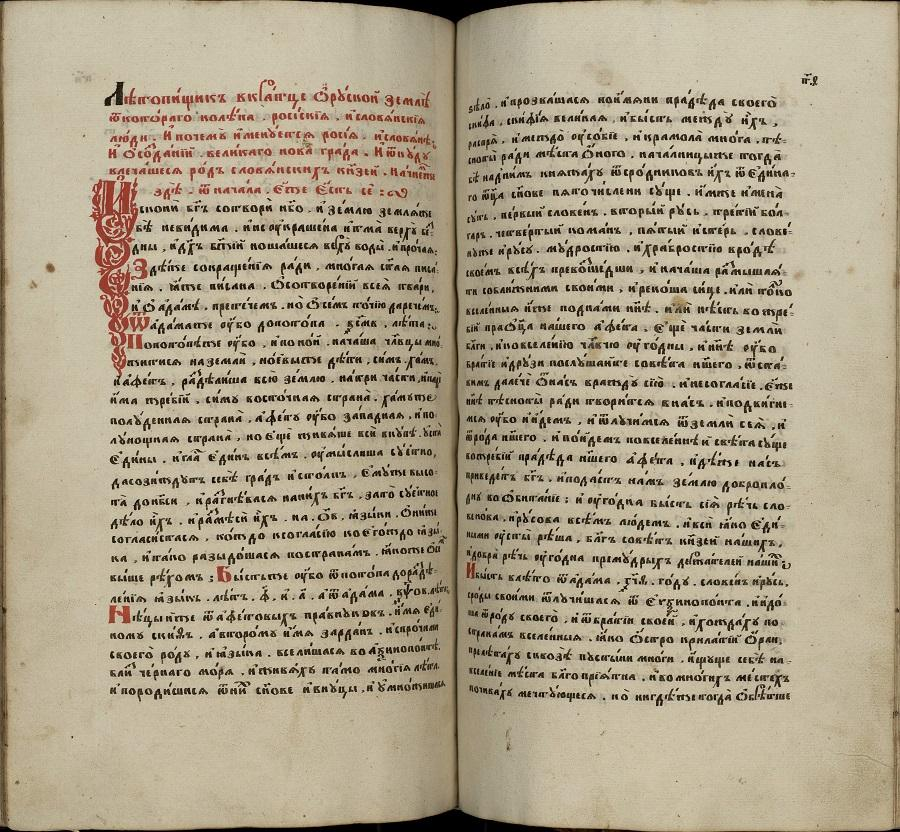
Один из списков Хронографа Пахомия - Русский Летописец 1649 года

Пахомий известен как составитель хронографа, дошедшего до нашего времени в поздних списках. Хронограф распадается на две части: 1) Летописчик вкратце от сотворения мира (доведённый до взятия Царьграда турками) и 2) Летописчик вкратце о русской земли, от которого колена российские и словянские люди, и почему именуется Россия и Словяне, и откуда влечашеся род великих князей. У Пахомия варяги не упоминаются вовсе, а фантомный Рюрик показан выходцем из пруссов: «По смерти же сего Гостосмысла послаша всею Рускою землею послы своя в Прускую землю. Они же шедше и обретоша тамо курфостра или (и обрѣтоша) князя великаго, имянемъ Рюрика, рода суща Августова, и молиша сего, да идетъ к нимъ княжити». Пахомий не только пересказал в Хронографе августианскую легенду из «Сказания о князьях владимирских», но и добавил в последующий текст ряд небольших ремарок о передаче императорских регалий в роду русских князей из поколения в поколение. Списки хронографа хранили интересное письмо Пахомия к иеромонаху Мисаилу (напечатано Поповым в «Обзоре хронографов») с просьбой о помощи в переписке его труда со столбцов, как он писался, в книгу; из того же письма видно, что хронограф был составлен в 1650 году (в некоторых списках он дополнен сообщениями о событиях, касающихся последующих лет). Источниками труду Пахомия послужило по преимуществу священное писание и хронографы; русские статьи заимствованы частью также из хронографов, частью из степенной книги; лишь небольшая доля летописчика представляет собой не компиляцию, а самостоятельный труд Пахомия; эта доля касается событий 1619—1650 годов и содержит отзывы составителя о патриархах Филарете и Иоасафе и по рассказу его о Смоленском походе Шеина.